# Psocoptera
Књишке ваши (Psocoptera) су ред ситних крилатих инсеката, који обухвата више од 5500 врста. Величина књишких ваши креће се од 1 до 10 mm дужине, а најчешће се могу наћи међу старим папиром (књигама, отуда народно име) или на кори дрвећа. Ред књишких ваши најсроднији је правим вашима. Назив Psocoptera је у новијој литератури замењен са Psocodea, укључивањем бившег реда Phthiraptera у Psocodea (као део подреда Troctomorpha).
Ови инсекти су се први пут појавили у периоду перма, пре 295–248 милиона година. Често се сматрају најпримитивнијим хемиптероидима. Њихово име потиче од грчке речи ψῶχος, psokhos што значи изгризен или протрљан и πτερα, ptera што значи крила. Постоји више од 5.500 врста у 41 породици у три подреда. Многе од ових врста су описане тек последњих година. Њихова величина је од 1 до 10 милиметара (0,04-0,4 in) у дужину.

## Анатомија и биологија
Псоциди су мали инсекти чистачи са релативно генерализованим телесним планом. У природи се углавном хране гљивама, алгама, лишајевима и органским детритусом, али је такође познато да се хране предметима из домаћинства базираним на скробу као што су житарице, лепак за тапете и повези књига. Имају мандибуле за жвакање, а централни режањ максиле је модификован у витку шипку. Овај штап се користи за подупирање инсеката док својим мандибулама саструже детритус. Такође имају натечено чело, велике сложене очи и три оцела. Тела су им мекана са сегментираним стомаком. Неке врсте могу да преду свилу из жлезда у устима. Они могу украсити велике делове дебла и грана у густим обласима свиле.
Неки псоциди имају мале овипозиторе који су до 1,5 пута дужи од задњих крила, а сва четири крила имају релативно једноставан узорак венације, са неколико укрштених вена. Крила, ако постоје, држе се као шатор преко тела. Ноге су витке и прилагођене за скакање, а не за хватање, као код правих вашки. Трбух има девет сегмената, и нема церка.
Често постоје значајне варијације у изгледу јединки унутар исте врсте. Многи немају крила или овипозиторе и могу имати другачији облик од грудног коша. Друге, суптилније, варијације су такође познате, као што су промене у развоју сетае. Значај таквих промена је неизвестан, али изгледа да се њихова функција разликује од сличних варијација код, на пример, лисних уши. Међутим, као и лисне уши, многи псоциди су партеногени, а присуство мужјака може чак варирати између различитих раса исте врсте.
Псоциди полажу своја јаја у ситне пукотине или на лишће, иако је познато да је неколико врста живородно. Млади се рађају као минијатурне верзије одраслих без крила. Ове нимфе се обично лињају шест пута пре него што достигну пунолетство. Укупан животни век псоцида ретко је дужи од неколико месеци.
Књишке ваши се крећу од приближно 1 mm до 2 mm у дужину (1/25″ до 1/13″). Неке врсте су без крила и лако се погрешно препознају као нимфе стеница и обрнуто. Јајима књишких ваши потребно је две до четири недеље да се излегу и могу достићи зрелост отприлике два месеца касније. Одрасли инсекти могу да живе шест месеци. Осим што оштећују књиге, понекад заразе и просторе за складиштење хране, где се хране сувим, скробним материјалима. Иако се неки псоциди хране скробним производима за домаћинство, већина псоцида су шумски инсекти са мало или нимало контакта са људима, стога су од малог економског значаја. Они су сакупљачи и не уједају људе.
Псоциди могу утицати на екосистеме у којима бораве. Многи псоциди могу утицати на разградњу хранећи се детритусом, посебно у срединама са нижом густином грабежљивих микро зглавкара који могу да једу псоциде. Нимфа врсте псоцида, Psilopsocus mimulus, је први познати псоцоптеран који буши дрво. Ове нимфе праве сопствене јаме у дрвеном материјалу, уместо да насељавају испражњене, постојеће јазбине. Ова тегобна активност може створити станишта која други организми могу користити.

## Интеракција са људима
Неке врсте псоцида, као што је Liposcelis bostrychophila, су уобичајене штеточине ускладиштених производа. Псоциди су, између осталих артропода, проучавани како би развили нове технике контроле штеточина у производњи хране. Једна студија је открила да је модификована атмосфера током паковања (МАП) помогла у контроли поновног појављивања штеточина током процеса производње и спречила даљу заразу у финалним производима који се испоручују потрошачима.

## Класификација
Током 2000-их, морфолошки и молекуларни филогенетски докази су показали да су паразитске ваши еволуирале из подреда псокоптера Troctomorpha, чинећи тако Psocoptera парафилетским у односу на Phthiraptera. У савременој систематици, Psocoptera и Phthiraptera се стога третирају заједно у реду Psocodea.
Овај кладограм показује односе унутар Psocodea, са претходном групом Psocoptera истакнутом:

|  | Phthiraptera   |
|  |                |
|  | Liposcelididae |
|  |                |

|  | Pachytroctidae  |
|  |                 |
|  | Sphaeropsocidae |
|  |                 |

|  | Phthiraptera   |
|  |                |
|  | Liposcelididae |
|  |                |

|  | Pachytroctidae  |
|  |                 |
|  | Sphaeropsocidae |
|  |                 |

|  | Phthiraptera   |
|  |                |
|  | Liposcelididae |
|  |                |

|  | Pachytroctidae  |
|  |                 |
|  | Sphaeropsocidae |
|  |                 |

|  | Phthiraptera   |
|  |                |
|  | Liposcelididae |
|  |                |

|  | Pachytroctidae  |
|  |                 |
|  | Sphaeropsocidae |
|  |                 |

|  | Phthiraptera   |
|  |                |
|  | Liposcelididae |
|  |                |

|  | Pachytroctidae  |
|  |                 |
|  | Sphaeropsocidae |
|  |                 |

|  | Phthiraptera   |
|  |                |
|  | Liposcelididae |
|  |                |

|  | Pachytroctidae  |
|  |                 |
|  | Sphaeropsocidae |
|  |                 |

|  | Phthiraptera   |
|  |                |
|  | Liposcelididae |
|  |                |

|  | Pachytroctidae  |
|  |                 |
|  | Sphaeropsocidae |
|  |                 |

|  | Phthiraptera   |
|  |                |
|  | Liposcelididae |
|  |                |

|  | Pachytroctidae  |
|  |                 |
|  | Sphaeropsocidae |
|  |                 |

|  | Phthiraptera   |
|  |                |
|  | Liposcelididae |
|  |                |

|  | Pachytroctidae  |
|  |                 |
|  | Sphaeropsocidae |
|  |                 |

|  | Phthiraptera   |
|  |                |
|  | Liposcelididae |
|  |                |

|  | Pachytroctidae  |
|  |                 |
|  | Sphaeropsocidae |
|  |                 |

|  | Phthiraptera   |
|  |                |
|  | Liposcelididae |
|  |                |

|  | Pachytroctidae  |
|  |                 |
|  | Sphaeropsocidae |
|  |                 |

|  | Phthiraptera   |
|  |                |
|  | Liposcelididae |
|  |                |

|  | Pachytroctidae  |
|  |                 |
|  | Sphaeropsocidae |
|  |                 |

|  | Phthiraptera   |
|  |                |
|  | Liposcelididae |
|  |                |

|  | Pachytroctidae  |
|  |                 |
|  | Sphaeropsocidae |
|  |                 |

|  | Phthiraptera   |
|  |                |
|  | Liposcelididae |
|  |                |

|  | Pachytroctidae  |
|  |                 |
|  | Sphaeropsocidae |
|  |                 |

|  | Phthiraptera   |
|  |                |
|  | Liposcelididae |
|  |                |

|  | Pachytroctidae  |
|  |                 |
|  | Sphaeropsocidae |
|  |                 |

|  | Phthiraptera   |
|  |                |
|  | Liposcelididae |
|  |                |

|  | Pachytroctidae  |
|  |                 |
|  | Sphaeropsocidae |
|  |                 |